# La mort a souri à l'assassin
Pour plus de détails, voir Fiche technique et Distribution.
La Mort a souri à l'assassin (La morte ha sorriso all'assassino) est un giallo italien coécrit et réalisé par Joe D'Amato (crédité comme Aristide Massacesi), sorti en 1973. 

## Synopsis
1909. Une jeune fille, Greta, a un accident de carrosse. Elle porte à son cou un mystérieux médaillon inca. Un couple est témoin du drame et l'a recueille tout d'abord dans sa maison où elle recouvrera assez de mémoire pour retrouver son prénom. Puis un étrange médecin, le docteur Sturges, l'emmène dans sa clinique privée pour femmes pour la guérir. Ce dernier remarque immédiatement son bijou autour de son cou et il croit qu'elle est une zombie. Trois ans auparavant, à la suite de son décès, son frère bossu, Franz, lui a redonné la vie grâce à ce médaillon qu'elle doit désormais toujours porter avec elle. Revigoré par cette découverte stupéfiante sur la résurrection, le médecin relance ses recherches scientifiques en expérimentant dans les sous-sols caverneux de sa clinique où il conserve des animaux et des cadavres froidement conservés. Pendant ce temps, ses autres patientes sont perturbées par l'arrivée de Greta qui déclenche une véritable hantise, générant chez elles à la fois hallucinations, paranoïa, passion et violence. Dans les couloirs de l'établissement, un tueur invisible y sème la terreur...

## Fiche technique
- Titre original : La morte ha sorriso all'assassino
- Titre français : La Mort a souri à l'assassin
- Réalisation : Joe D'Amato (crédité comme Aristide Massacesi)
- Scénario : Joe D'Amato, Romano Scandariato et Claudio Bernabe
- Montage : Piera Bruni et Gianfranco Simoncelli
- Musique : Berto Pisano
- Photographie : Joe D'Amato
- Production : Franco Gaudenzi
- Société de production : Dany Film
- Société de distribution : Florida Cinematografica
- Pays d'origine :  Italie
- Langue originale : italien
- Format : couleur
- Genre : fantastique, giallo
- Durée : 92 minutes
- Date de sortie : 
  -  Italie : 11 juillet 1973

## Distribution
- Ewa Aulin : Greta von Holstein
- Klaus Kinski : Dr. Sturges
- Angela Bo : Eva von Ravensbrück
- Sergio Doria : Walter von Ravensbrück
- Attilio Dottesio : inspecteur Dannick
- Marco Mariani : Simeon, le majordome
- Luciano Rossi : Franz
- Giacomo Rossi Stuart : Dr. von Ravensbrück
- Fernando Cerulli (crédité comme Franco Cerulli) : professeur Kempte
- Carla Mancini : Gertrude
- Giorgio Dolfin : Maier